# La Uribe
La Uribe – miasto w Kolumbii, w departamencie Meta.